# Mantello
Mantello ist eine norditalienische Gemeinde (comune) in der Provinz Sondrio in der Lombardei.

## Lage und Einwohner
Die Gemeinde liegt etwa 34 Kilometer westlich von Sondrio an der Adda im Veltlin.
Die Nachbargemeinden sind Andalo Valtellino, Cercino, Cino, Cosio Valtellino, Dubino und Rogolo. Die Gemeinde hat 753 Einwohner (Stand 31. Dezember 2023).

### Bevölkerungsentwicklung

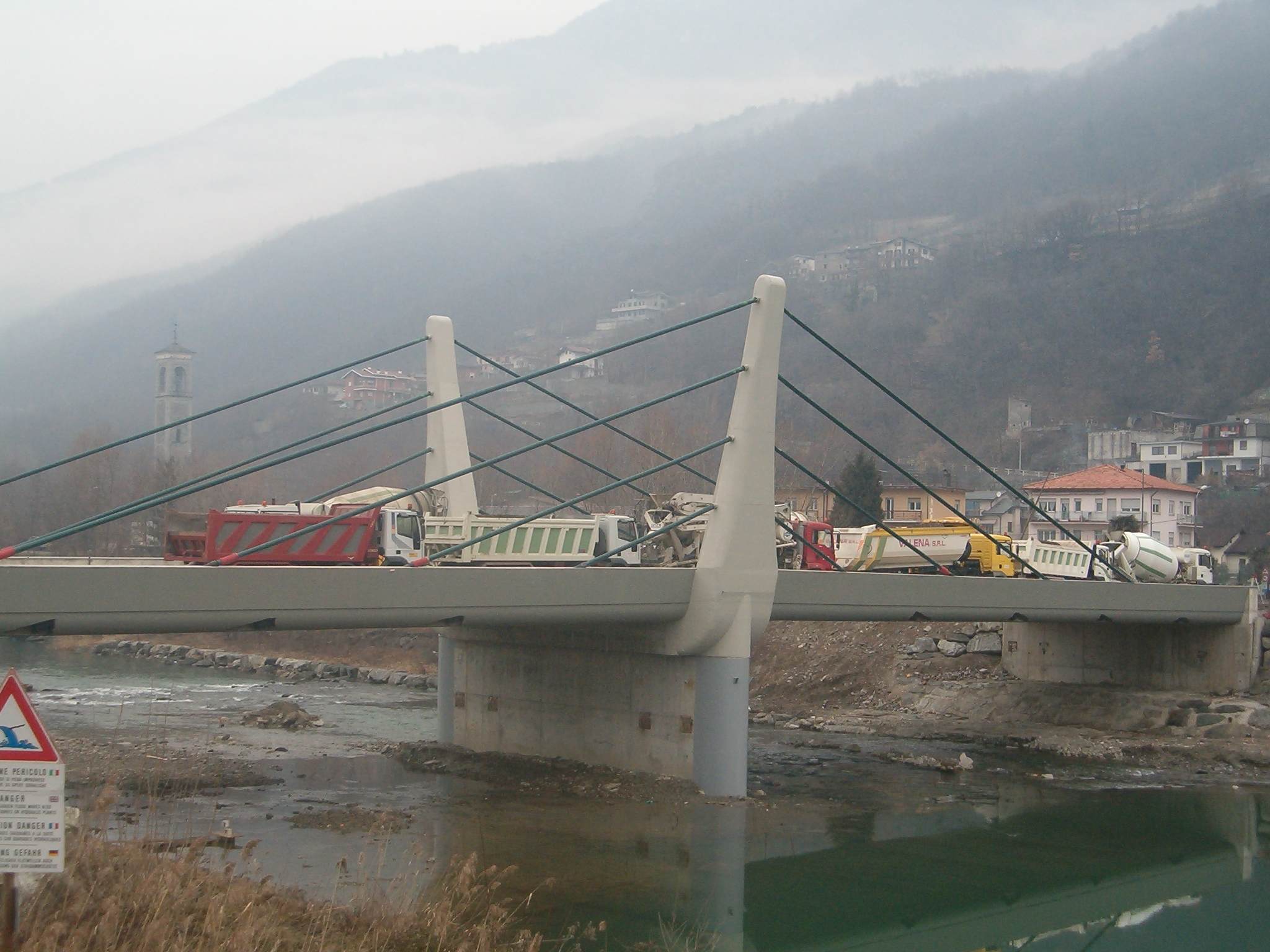
Kabelbrücke in Mantello

### Verkehrsanbindung
Die Gemeinde liegt an der Staatsstraße 38 die nach Sondrio und Lecco führt. Der nächste Bahnhof der Veltlinbahn steht im 5 Kilometer entfernten Delebio.

## Sehenswürdigkeiten
- Pfarrkirche Santi Marco, Colombano e Gregorio.